# アレクシア女史、倫敦で吸血鬼と戦う
『アレクシア女史、倫敦で吸血鬼と戦う』（アレクシアじょし、ロンドンできゅうけつきとたたかう、原題：Soulless）は、ゲイル・キャリガーによるアメリカ合衆国のファンタジー・SF小説。「英国パラソル奇譚」シリーズの第1作。
ジョン・W・キャンベル新人賞、コンプトン・クルック賞、ローカス賞 第一長篇部門など複数の賞にノミネートされ、2010年にアレックス賞を受賞した。SF専門雑誌『ローカス』は本作を推薦図書に追加し、ウィークリー出版は本作を2009年度のベスト・ブックに入れた。また、アメリカで漫画化されることが決まっている。
ヴィクトリア朝期のイギリスを舞台に、「異界族」と呼ばれる吸血鬼・人狼・幽霊などが、人間と共存するだけでなく、国の政治や軍事の根幹に関わる職に就くなど歴史改変SFの要素も含んでいる。

## あらすじ
公爵夫人の舞踏会に招待されていた、オールドミスの英国貴婦人・アレクシア・タラボッティ嬢は、つまらない舞踏会を抜け出し、屋敷の図書室でお茶でもと思っていたところを吸血鬼に襲われそうになり、はずみで持っていたパラソルで殺してしまう。
吸血鬼などの異界族を無力化させる力を持つ“反異界族”のアレクシアは犬猿の仲のBUR（Bureau of Unnatural Registry 異界管理局）捜査官で人狼団のボス、マコン卿と共に事情を探っていく内に、団に属さないはぐれ吸血鬼や一匹狼が次々と失踪していることを突き止める。

## 登場人物
英国パラソル奇譚#用語も参照。

### 主要人物
アレクシア・タラボッティ
イタリア人の父親とイギリス人の母親の間に生まれた、気位の高い英国貴婦人。生まれつき魂がない「ソウルレス」で、異界族を無力化させることができる。
コナル・マコン卿
ウールジー城の4代目当主（伯爵）。人狼団のアルファ（ボス）。BUR捜査官。ヴィクトリア女王の「陰の議会」の特使。主任サンドーナー。
ランドルフ・ライオール教授
マコン卿の補佐役。人狼団のベータ（副官）。BUR捜査官。

### ルーントウィル家
レティシア・ルーントウィル
アレクシアの母親。イタリア人の夫アレッサンドロが亡くなり、アレクシアを連れて再婚した。アレクシアを理解できず、扱いにくく思っている。
ハーバート・ルーントウィル
アレクシアの父親。母親の再婚相手。「ブードルズ」という紳士クラブに通っている。
フェリシテイ・ルーントウィル / イヴリン・ルーントウィル
アレクシアの異父妹。淡い金髪と青い瞳の美人姉妹。大のゴシップ好きで、好意的な内容でなくても新聞に載ることを至上の喜びと考えており、姉妹ともに見目の良さと付き添い男性の数の多さでは、社会面の常連。アレクシアは2人を「美人だが中身がない」と思っている。
フルーテ
ルーントウィル家の執事。アレッサンドロの従者を務めていたこともあり、アレクシアのレディらしからぬ多少行き過ぎた行為に協力することもある。

### 異界族及びその関係者
アケルダマ卿
ロンドンで最高齢のはぐれ吸血鬼。アレクシアの親友。美男揃いのドローンたちを英国紳士として昼間族に紛れさせて情報収集に尽力している。
ナダスディ伯爵夫人
ウェストミンスター吸血群の女王。
メイベル・デア
女優。ナダスディ伯爵夫人のドローン。
アンブローズ卿
ナダスディ伯爵夫人のドローン。
シーデス博士
ナダスディ伯爵夫人のドローン。
ヘマトル公爵
ナダスディ伯爵夫人のドローン。
ランペット
ウールジー城の執事頭。クラヴィジャーではなく、将来変異する気もないが、長年ウールジー人狼団の執事としてそつなく任務を務めてきた。
タンステル
マコン卿付きの従者。クラヴィジャーのまとめ役。ひょろりとした、赤毛でそばかす顔の役者。
ビフィ
アケルダマ卿のドローン。
ティジー・トリズデール子爵
アケルダマ卿のドローン。バッキー・トリズデール公爵の息子。
ユースタス
アケルダマ卿のドローン。

### その他
アイヴィ・ヒッセルペニー
アレクシアの親友。中流の家庭の出で容姿もそこそこだが、帽子の趣味は最悪。
アレッサンドロ・タラボッティ
アレクシアの亡くなった父親。イタリア人。
ヴィクトリア女王
英国女王。
ジョージ・グリームス
BURカンタベリー支局捜査官。異界族ではないため、ゴーストの相棒がいる。
ミスター・マクドゥーガル
アメリカ人科学者。オックスフォード大学に留学し、「人間の魂の計量と計測」の研究をしている。
マクドゥーガル家は時の政府に大きな影響力を持つ名家で、非常に保守的で反進歩主義の清教徒の家庭。吸血鬼女王が見せしめのために兄を吸血鬼に変異させたが、家族の態度が頑なに変わらず、勘当されたのをきっかけに銀行員から生物学者へ転身した。
ミスター・ハーバービンク
BUR捜査官。人狼ではなく、クラヴィジャーになる気もない昼間族。ボクシングで2人を同時に相手したことがある、非常に体格の良い筋肉質の男。
ロウ顔の男
ウェストミンスター吸血群の屋敷から帰ろうとしたアレクシアを襲おうとした、のっぺりとした顔の男。アケルダマ卿曰わく、「ホムンクルス・シミュラクラム」、科学によって生み出された自動人形（オートマトン）。
ミスター・シーモンズ
タコがトレードマークの「ヒポクラス・クラブ」の科学者。

## 出版履歴
| 国             | タイトル                           | 刊行日         | 出版社                            | 形態           | ISBN                   |
| -------------- | ---------------------------------- | -------------- | --------------------------------- | -------------- | ---------------------- |
| アメリカ合衆国 | Soulless                           | 2009年10月07日 | オービット・ブックス              | ペーパーバック | ISBN 0-316-05663-4     |
| イギリス       | Soulless                           | 2010年09月02日 | オービット・ブックス              | ペーパーバック | ISBN 1-841-49972-2     |
| スペイン       | Sin Alma                           | 2010年11月02日 | Versátil Ediciones                | ペーパーバック | ISBN 978-8-492-92924-5 |
| フランス       | Sans Âme                           | 2011年01月12日 | オービット・フランス Calmann Levy | ペーパーバック | ISBN 978-2-360-51026-9 |
| 日本           | アレクシア女史、倫敦で吸血鬼と戦う | 2011年04月08日 | 早川書房                          | ハヤカワ文庫   | ISBN 978-4-15-020532-4 |
| ドイツ         | Glühende Dunkelheit                | 2011年05月16日 | Blanvalet                         | ペーパーバック | ISBN 978-3-442-37649-0 |

上記のほか、作者のサイトにはハンガリー語やイタリア語、ポーランド語版の写真が掲載されている。